# Coprothermobacterales
Coprothermobacterales è un ordine di batteri non mobili e che hanno forma di bastoncello, di pochi micron di lunghezza e all'incirca 0.5 micron di larghezza. Questo è l’unico ordine della classe Coprothermobacteria nel nuovo phylum Coprothermobacterota, introdotto in seguito a diverse analisi comparative del genoma completo di questi batteri che dimostravano la loro effettiva diversità rispetto ad altri batteri conosciuti, analisi che ultimamente hanno portato a una revisione della classificazione tassonomica dei microrganismi del regno Bacteria.
I batteri che appartengono a questo ordine sono rigorosamente anaerobi, ovvero vivono in assenza di ossigeno, e termofili, perché crescono e si moltiplicano a temperature ottimali tra 55 °C e 70 °C, ma possono vivere anche a temperature massime di circa 75 °C.
Il nome di questo ordine si basa sul nome del primo genere descritto "Coprothermobacter", che deriva etimologicamente dal greco "kopros", letame, e "thermos", cioè, caldo, facendo riferimento al habitat e alle temperature relativamente alte in cui si trovavano questi batteri quando sono stati identificati, ovvero nel letame in fermentazione.
Alcune specie di batteri dell’ordine Coprothermobacterales sono Coprothermobacter proteolyticus e Coprothermobacter platensis, e appartengono entrambe alla famiglia Coprothermobacteraceae, l’unica famiglia finora descritta per questo ordine.
I batteri dei diversi ceppi di Coprothermobacter sono proteolitici, sono cioè in grado di degradare delle proteine presenti in sostanze di origine organica, motivo per cui i Coprothermobacter, insieme a altri batteri termofili con proprietà simili, sono stati impiegati negli impianti per il trattamento ecologico di rifiuti organici e di acque reflue che sfruttano la digestione anaerobica dei batteri (digestori anaerobici), in un processo che genera anche metano.
Prima dell'ultima revisione tassonomica eseguita nel 2018, i batteri dell’ordine Coprothermobacterales erano stati inclusi nell'ordine Thermoanaerobacterales, motivo per cui talvolta sono ancora riportati inesattamente sotto la famiglia Thermodesulfobiaceae, nella classe Clostridia del phylum Firmicutes.